# Wzgórze Pachołek

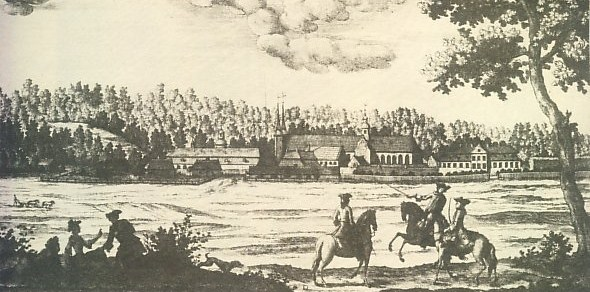
Wzgórze Pachołek i bazylika archikatedralna w Gdańsku-Oliwie, około 1765

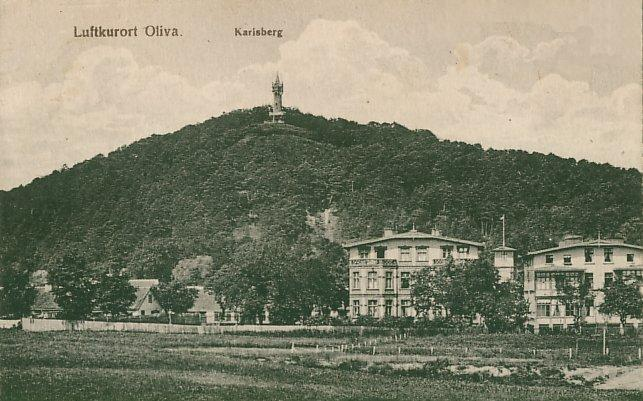
Wzgórze Pachołek z murowaną wieżą widokową, początek XX wieku

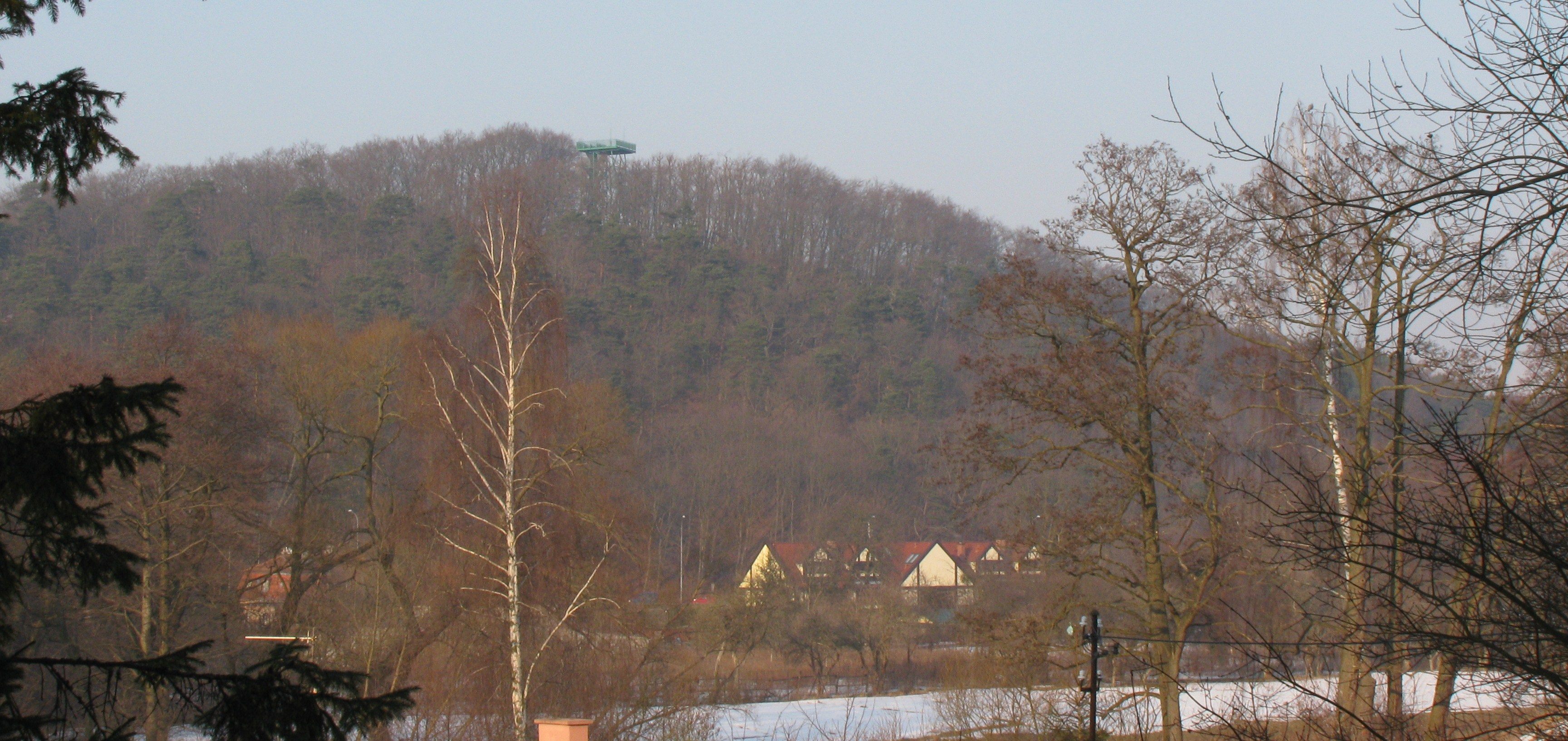
Wzgórze Pachołek ze stalową wieżą widokową, współcześnie

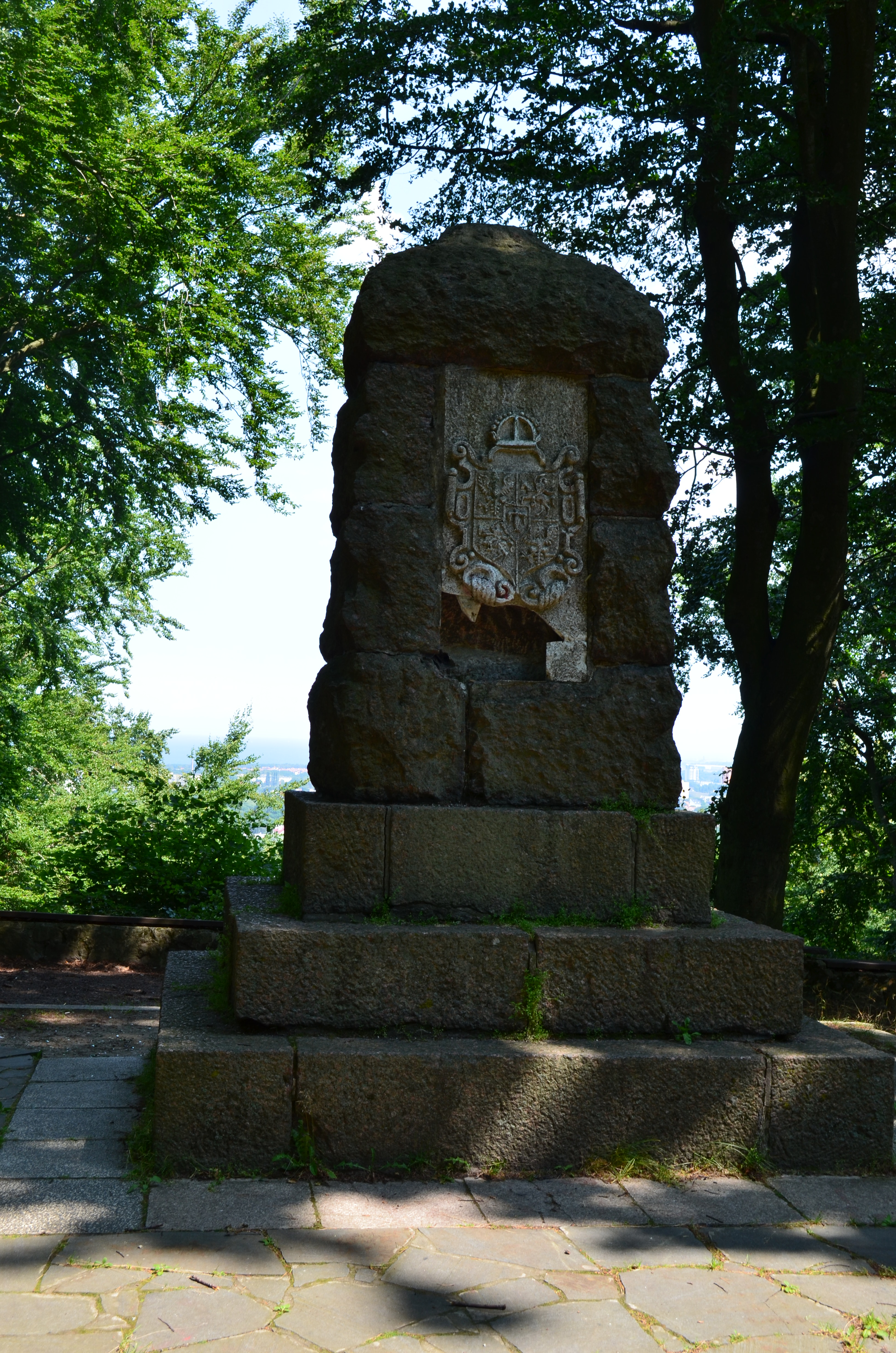
Pomnik Bitwy pod Oliwą z uszkodzoną tablicą z królewskim herbem Zygmunta III Wazy

Wzgórze Pachołek (kaszub. Grzëpa Pachôłka) – wzniesienie (100,8 m n.p.m.) na obszarze gdańskiej dzielnicy Oliwa. Nazywane również Górą Pachołek, zaś po niemiecku początkowo Pacholkenberg (po raz pierwszy w 1734), a od 1797 do 1945 r. Carlsberg bądź Karlsberg (Wzgórze Karola). Znajduje się w kompleksie Lasów Oliwskich na skraju Trójmiejskiego Parku Krajobrazowego i na turystycznym szlaku Kartuskim i szlaku Skarszewskim.

## Historia
Po raz pierwszy Pachołek został wymieniony pod nazwą Pacholkenberg w 1734. Od 1186 do chwili kasaty majątków zakonu po I rozbiorze Polski w 1772 był własnością opactwa cystersów oliwskich. 
W roku 1794 rozpoczęto przekształcanie wzgórza na założenie ogrodowe. Prowadzone pod nadzorem berlińskiego ogrodnika Hansa Saltzmana (Johanna  Saltzmanna) prace objęły wykonanie ścieżek, podejść oraz nasadzeń (m.in. miłorząb japoński). 
W maju 1797 roku na wzgórze wszedł król Prus Fryderyk Wilhelm III z małżonką Luizą. Na cześć królowej sąsiednie wzniesienie nazwano jej imieniem – Luisenberg (obecnie zw. Wzgórzem Kościuszki).
W 1798 r., na zlecenie opata komendatariusza oliwskiego klasztoru Karola von Hohenzollern-Hechningen, powstał na szczycie wzniesienia pawilon widokowy (belweder), który w 1882 r. zastąpiono murowaną wieżą. W roku 1810 Joseph Hohenzollern-Hechingen, ostatni opat oliwski, nabył wzniesienie od władz Gdańska i postawił na nim krzyż. Po śmierci opata, w 1836 władze państwowe wykupiły wzniesienie od spadkobierców. 
W roku 1889 na sąsiednim Wzgórzu Luizy (Kościuszki) postawiono granitowy obelisk z wieńczącą go pełnoprzestrzenną rzeźbą pruskiego orła i wyrytą sentencją Goethego: Die Stätte, die ein guter Mansch betrat Ist eingeweiht: nach hundret Jahren klingt Sein Wort und seine That dem Enkel wieder? („Miejsce, na które wstąpił dobry człowiek, jest uświęcone po wieczne czasy.”). Na bocznych ścianach znajdowały się tablice z wyrazami czci dla królowej Luizy. W 1945 roku orła i tablice ku czci królowej Luizy usunięto, a w 1975 roku pomnik przearanżowano: zachowano XIX-wieczną konstrukcję (obelisk na trzystopniowym cokole), na szczycie ustawiono rzeźbę przedstawiającą głowę Zygmunta III Wazy, a na bokach obelisku umieszczono tablicę upamiętniającą polskie zwycięstwo nad flotą wojenną Szwecji oraz tablicę z królewskim herbem Zygmunta III Wazy. W latach 90. XX wieku pomnik został zdewastowany: rzeźbę głowy Zygmunta III Wazy zniszczono lub ukradziono, a w 1997 roku zniszczono tablicę z napisem. Po lutym 2006 roku uszkodzono tablicę z herbem królewskim. W listopadzie 2014 dobiegł końca I etap renowacji pomnika, na którym umieszczono nową granitową tablicę z napisem: Zygmunt III Waza twórca polskiej floty wojennej, która odniosła wielkie zwycięstwo nad flotą wojenną Szwecji w bitwie pod Oliwą 28-XI-1627.
W marcu 1945, w ramach operacji pomorskiej, 2 Front Białoruski nacierał na Gdańsk przez Oliwę z północy i zachodu. Po południu 23 marca 1945 niemieccy saperzy wysadzili wieżę, w obawie użycia jej przez czerwonoarmistów jako punktu obserwacyjnego pola walki na terenie miasta.
Z obecnej, stalowej platformy widokowej umieszczonej na wysokości 15 metrów, wybudowanej w 1975 przez gdański Mostostal, rozpościera się widok na okolicę i Zatokę Gdańską.
Od września do grudnia 2014 kosztem 512 tys. zł przeprowadzono remont schodów wiodących od ul. Spacerowej na szczyt wzgórza, w ramach którego zainstalowano m.in. drewniane poręcze.